# Gongylotypa
Gongylotypa là một chi bướm đêm thuộc phân họ Tortricinae của họ Tortricidae.

## Các loài
- Gongylotypa anaetia Diakonoff, 1984